# Filip Sasínek
Filip Sasínek (né le 8 janvier 1996 à Hodonín) est un athlète tchèque, spécialiste du demi-fond.

## Palmarès
| Date | Compétition                       | Lieu      | Résultat | Épreuve | Temps         |
| ---- | --------------------------------- | --------- | -------- | ------- | ------------- |
| 2016 | Championnats d'Europe             | Amsterdam | 8e       | 1 500 m | 3 min 47 s 76 |
| 2017 | Championnats d'Europe en salle    | Belgrade  | 3e       | 1 500 m | 3 min 45 s 89 |
| 2017 | Championnats d'Europe par équipes | Lille     | 5e       | 1 500 m | 3 min 54 s 56 |

### Records
| Épreuve      | Épreuve   | Performance   | Lieu    | Date            |
| ------------ | --------- | ------------- | ------- | --------------- |
| 1 500 mètres | Plein air | 3 min 36 s 32 | Ostrava | 30 mai 2016     |
| 1 500 mètres | Salle     | 3 min 40 s 26 | Toruń   | 10 février 2017 |